# Besançon Doubs Hockey Club
Le Besançon Doubs Hockey Club (souvent abrégé en BDHC) est un club français de hockey sur glace situé à Besançon dans le Doubs, évoluant en Division 3.
L'équipe est surnommée les Aigles de Besançon.

## Historique

### 1970-2003: Séquanes de Besançon
À la suite de la disparition des Séquanes de Besançon en 2003, le Besançon Skating Club hérite de la section hockey sur glace et assure l'intérim d'entre les Séquanes de Besançon et le club actuel.

### 2003-2009: Besançon Skating Club
Dans un premier temps l'équipe sera surnommé les Aiglons.

### Depuis 2009: Besançon Doubs Hockey Club
En 2009 le Besançon Skating Club se renomme le Besançon Doubs Hockey Club et son surnom devient les Remparts, qui est un clin d'œil à l'héritage de Vauban. À l'été 2012 le club change de surnom en reprenant les Aiglons. Au terme de la saison 2012-2013 le club modifie son surnom en Aigles terme en référence aux armoiries de la ville.
L'équipe participe aux « play-offs » de D3 lors de la saison 2009-2010. S'incline face à Toulon. Lors de la saison 2017-2018, l'équipe féminine est devenue championne de France du championnat élite, à l'issue du carré final du 31 mars au 2 avril à Chamonix, après trois victoires contre HC74, Amiens et Tours.

### Les logos

Logo de 2003 à 2009.
Logo de 2009 à 2012.
Logo de la saison 2012-2013.
Logo de 2013-2024.
Logo depuis 2024.

### Autres sections
Depuis octobre 2010, une section de hockey sur luge est ouverte.